# 谷河原駅
谷河原駅（やがわらえき）は、茨城県常陸太田市磯部町七反田にある、東日本旅客鉄道（JR東日本）水郡線（支線）の駅である。

## 歴史
- 1935年（昭和10年）9月1日：国有鉄道の佐竹駅（さたけえき）として開業[2]。旅客のみ取扱い[3]。
- 1941年（昭和16年）8月10日：営業休止[2]。
- 1954年（昭和29年）10月21日：営業再開[2]。同時に谷河原駅に改称[2]。
- 1987年（昭和62年）4月1日：国鉄分割民営化により、JR東日本の駅となる[2]。

## 駅構造
単式ホーム1面1線を有する地上駅である。上菅谷駅管理の無人駅で、屋根つきのベンチが設置されている。

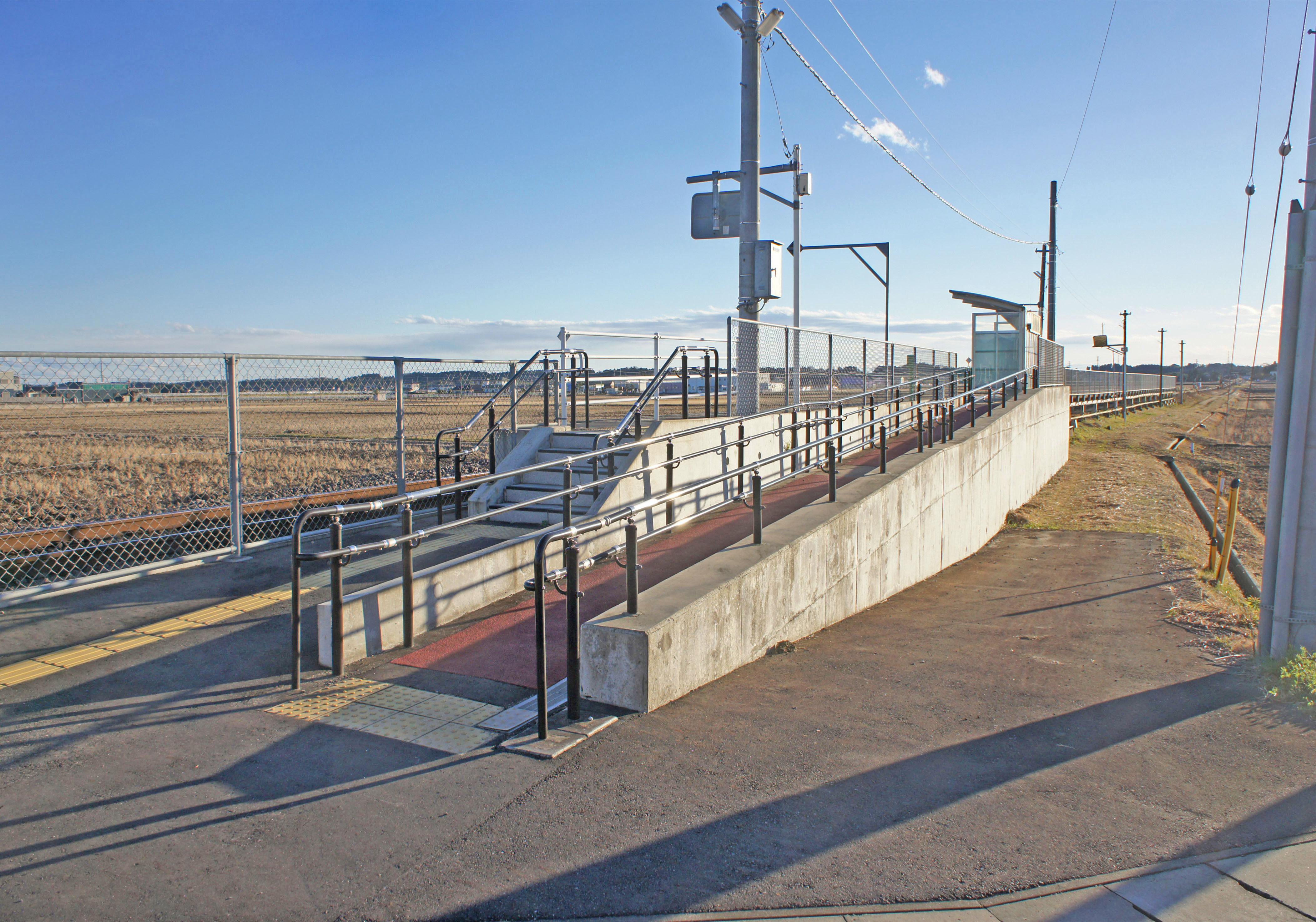
駅出入口（2021年12月）
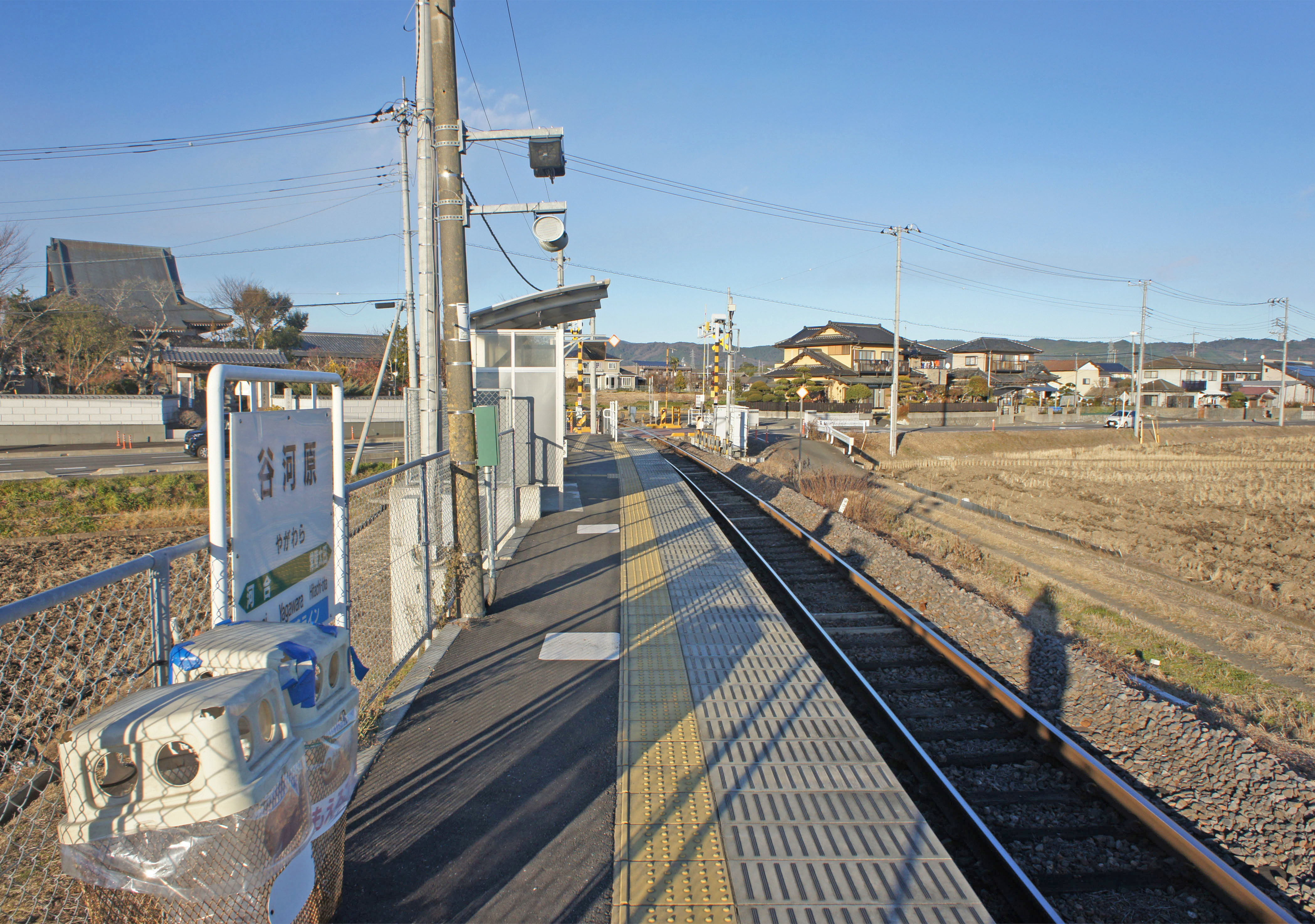
ホーム（2021年12月）

## 駅周辺
駅北側は住宅地、南側は水田地帯である。
- 佐竹郵便局
- 西光寺
- 国道349号
- 源氏川
- 常陸太田市立峰山小学校[4]
- 茨城交通「谷河原町東」バス停停

## 隣の駅
東日本旅客鉄道（JR東日本）
■水郡線（支線）
河合駅 - 谷河原駅 - 常陸太田駅